# Гомерівське питання

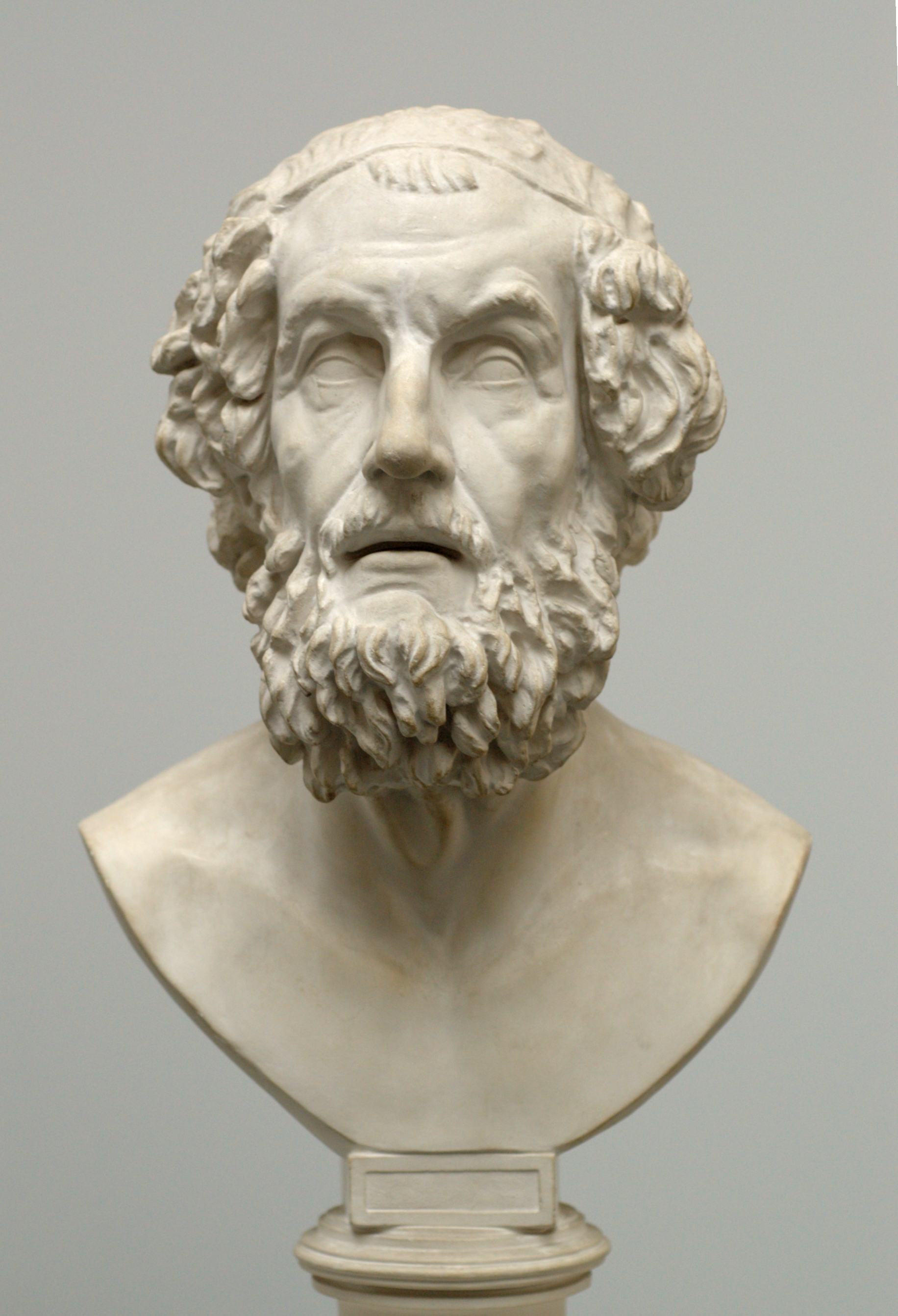
Гомер, Національний археологічний музей Неаполя

Гомерівське питання — сукупність проблем, пов'язаних зі з'ясуванням виникнення гомерівських поем та ставлення до Гомера.
Гомерівське питання стосується сумнівів і подальших сперечань щодо особистості Гомера, авторства «Іліади» й «Одіссеї» та їхньої історичності (особливо щодо «Іліади»). Тема сягає своїм корінням у класичну античність і науку елліністичного періоду, але процвітала серед дослідників Гомера XIX, XX і XXI століть.
За висловом Кауера, одного з найкращих гомеристів початку XX століття, гомерівське питання становить «проблему з проблем». Коротко суть «Гомерівського питання» можна сформулювати так:
1. Чи існував Гомер насправді, як конкретна історична особа, чи це вигаданий образ?
2. Чи «Іліаду» й «Одіссею» створила одна людина (автор), чи ці епоси складалися в різний час у різних еллінських землях, різними людьми спонтанно, а потім були зібрані якимсь «редактором» (Гомером)?
3. Чи поеми виникли з розрізнених пісень, зібраних колись до купи, чи виросли з якихось єдиних «празерен»?

## Уявлення про авторство Гомера
XVII ст. була зроблена перша спроба переглянути традиційні уявлення про авторство Гомера. Засновник гомерівської критики французький абат д'Обіньяк доводив, що «Іліада» являє собою збірку окремих пісень, укладених без усякого плану. А в 1795 р. вийшла друком сенсаційна книга німецького знавця класичної давнини Фрідріха-Августа Вольфа «Передмова до гомера», у якій він заперечував авторство Гомера й обґрунтовував тезу, що його поеми- зібрання окремих пісень, складених у різні часи поколіннями аедів, тобто поетів-співців. 
XIX ст. було позначене низкою жвавих дискусій з цього приводу, виходом у світ багатьох нових праць, у яких висувалися все нові й нові гіпотези щодо походження поем Гомера. Усіх авторів цих критично-дослідницьких робіт поділяють на два табори — «аналітиків» («вольфіанців») і «унітаріїв». Перші, часом не заперечуючи існування самого Гомера, загалом зводили свої міркування до таких найголовніших гіпотез: «Іліада» та «Одіссея» складені з присвячених Троянській війні або мандрам Одіссея окремих пісень, які обробляли і до яких аеди поступово додавали нові епізоди, факти, героїв; основу поем становлять «пра Іліада» і «пра Одіссея» — первісний кістяк поем з уже закладеним у них змістом, який, за допомогою тих самих аедів, поступово обростає живою поетичною плоттю; у поемах багато суперечностей і непослідовностей, що виникли від пізнішої обробки їх аедами, тому «ядром» «Іліади» є маленька поема «Гнів Ахілла», розширена численними вставками і доповненнями до розмірів великого твору (гіпотеза «первісного ядра»). 
«Уніарії» обстоюють єдність і художню цілісність обох поем, а певні невідповідності в них і суперечності пояснюють пізнішими вставками або просто перекрученнями. Адже слід урахувати, що між їхнім виникненням і офіційним записом у середині VI ст. до н. е. (так звана «Пісістратова реформа», за якою в поемах заборонялось щось змінювати- додавати чи викидати) минув тривалий час. декотрі «унітарії» навіть підтримують якусь гіпотезу «аналітиків», але доповнюють її обов'язковим доказом-твердженням, що на останньому етапі в складанні поем брав участь геніальний поет, який обробив їх художньо і довів до вищої форми досконалості. Цей поет мав могутній талант і завдяки своїй поетичній силі здобув загальне визнання. Він запропонував, як писав один із дослідників, свідоме й цілком зріле мистецтво, обдумане в деталях, цілеспрямоване і зовсім далеке від дитячої наївності. 
Цікаво, що всі докази та гіпотези представників обох таборів дістають у поемах як підтвердження своєї правоти, так і заперечення. Дискусія навколо Гомера та його безсмертних творів триває і сьогодні. І хоч вирішити це питання за браком конкретних даних просто неможливо, сучасна класична наука все ж більше схиляється до думок «унітаріїв». 
Дискусії про особистість Гомера, його біографію, часи життя, авторство, тобто проблеми, які становлять суть «гомерівського питання», сприяв надзвичайно глибокому вивченню спадщини поета. Науковці різних країн доклали величезних зусиль, щоб якнайдосконаліше проаналізувати поеми, провели колосальні підрахунки епітетів, героїв, географічних назв, використання різних матеріалів греками, зокрема металів та заліза. Це допомогло уточнити час життя поета і довести, що «Одіссея» була складена на 30-40 років пізніше «Іліади». 
Водночас довга дискусія науковців навколо імені Гомера негативно вплинула на громадську думку — епічному поетові перестали вірити. Поширилося переконання, що Гомер насправді ніколи не існував, так само як і Троя, і Троянська війна. Красою і поетичністю гомерівських поем захоплювалися, але здебільшого їх сприймали як фантастичну й прекрасну казку сивої давнини, у якій усе від початку до кінця було чудовою вигадкою. Так творіння поета сприймалися до 70-х років XIX ст., коли увесь світ облетіла звістка, що Генріх Шліман, розкопав Трою і знайшов скарб троянського царя Пріама.

## Новий час
Після Вольфа впродовж 150 років висувалося безліч різноманітних теорій відносно гомерівського питання, з яких жодна не отримала загального визнання. Перш за все, філологи продовжували стояти на точці зору авторської одноосібності поем, розуміючи цю одноосібність у найрізноманітніших сенсах. Була так звана «теорія малих пісень», яка розбивала епос Гомера на окремі, мало пов'язані між собою пісні, з'єднані лише згодом вже рукою якогось письменника або редактора. Роль цього письменника або редактора теж розумілася нескінченно різноманітно, починаючи від механічного склеювання окремих пісень і закінчуючи підведенням окремих пісень під власну творчу концепцію. Існувала й так звана «теорія зерна». Вона визнавала за Гомером створення тільки однієї невеликої поеми і приписувала розвиток і закінчення поем цілому ряду інших авторів. Цих авторів іноді налічували кілька десятків, базуючись на різного роду протиріччях у поемах Гомера і вважаючи, що суперечні частини поем повинні обов'язково належати різним авторам. Не раз відновлювалась також теорія «абсолютної єдиноосібності», яка приписувала створення обох або принаймні однієї поеми тільки одному автору, подібно до створення такого ж роду поем в новий час.

## Сучасний стан
Тільки в деяких принципових питаннях було досягнуто відносної ясності, яка більш-менш задовольняє науковців. 
Хоча більшість їх не погоджуються з іншими питаннями про генезис поем, але схильні до думки, що «Іліада» та «Одіссея» не були створені одним автором, ґрунтуючись на «багатьох відмінностях у манері оповіді, теології, етиці, лексиці та географічній перспективі, й вочевидь наслідувальний характер деяких уривків Одіссеї по відношенню до Іліади».
Майже всі науковці погоджуються, що «Іліада» та «Одіссея» є єдиними поемами, оскільки кожна поема показує чіткий загальний дизайн, і що вони не просто нанизані з непов’язаних пісень. Також загальновизнано, що кожен вірш був складений здебільшого одним автором, який, ймовірно, значною мірою покладався на давніші усні традиції. Майже всі науковці погоджуються з тим, що «Долонея» в X книзі «Іліади» не є частиною оригінальної поеми, а скоріше пізнішою вставкою іншого поета.  
Так, наприклад, в історичному плані можна вважати загалом розв'язаним у позитивному сенсі питання про відношення «віку епосу» до крито-мікенської культури, а отже, і чітко поставлене питання про історичну основу гомерівських поем.
Завдяки вивченню німецької й кельтської поезії з'ясувалося і основне положення, що при вирішенні проблеми про авторство Гомера критика повинна мати на увазі «одного поета», однак не одного особистого поета, творця «Іліади» та «Одіссеї», але поета-творця того чи іншого епічного твору малого обсягу, який передував «Іліаді». Необхідно мати на увазі також «автора» тієї чи іншої епічної частини «Іліади», а також «автора» основного малого епічного твору, який склав ядро «Іліади» (наприклад, пісню про Ахіллеса). При цьому питання про геніальність автора має вирішуватися не в індивідуалістичному напрямку, але в колективістичному: художня єдність «Іліади» і «Одіссеї» зумовлена передусім не особистим творчим прагненням одного поета, а процесом розвитку епічної поезії. Роль співців зводилася скоріше до передачі вже готових творів з деякими дрібними змінами, які вносились незалежно від бажання в процесі їхнього відтворення.